# Трынчовица
Трынчовица (болг. Трънчовица) — село в Болгарии. Находится в Плевенской области, входит в общину Левски. Население составляет 680 человек.

## Политическая ситуация
В местном кметстве Трынчовица, в состав которого входит Трынчовица, должность кмета (старосты) исполняет Блажо Михайлов Николов (коалиция в составе 3 партий: Движение «Георгиев день», Болгарская социал-демократия (БСД), Болгарская социалистическая партия (БСП)) по результатам выборов правления кметства.
Кмет (мэр) общины Левски — Георги Евлогиев Караджов (коалиция в составе 3 партий: Демократы за сильную Болгарию (ДСБ), ВМРО — Болгарское национальное движение, Земледельческий народный союз (ЗНС)) по результатам выборов в правление общины.